# Pelloloma nigrifacies
Pelloloma nigrifacies är en tvåvingeart som beskrevs av John Richard Vockeroth 1973. Pelloloma nigrifacies ingår i släktet Pelloloma och familjen blomflugor. Inga underarter finns listade i Catalogue of Life.